# Guzui
Guzui (em chinês:  骨嘴), literalmente "focinho ósseo" em mandarim, é a variedade tradicional da raça de cães shar-pei.
O guzui é tradicionalmente utilizado como cão de combate.

## Características

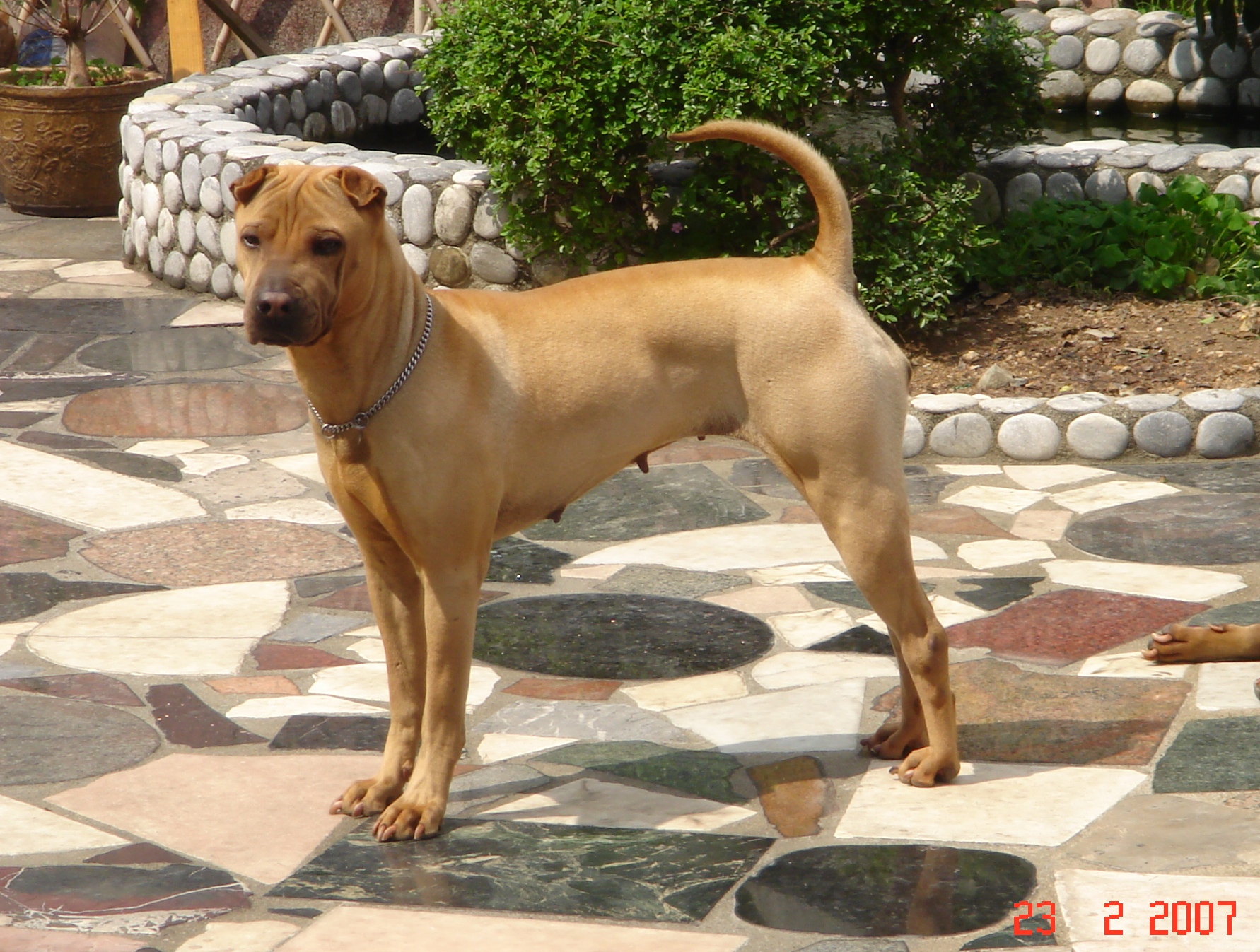
Cadela tradicional

Esta variedade antiga e original, chamada de tipo tradicional, tem menos rugas, pele mais justa, focinho mais liso e pelo bem curto e duro ao toque. Em contrapartida, shar-pei moderno ocidental tem um focinho mais robusto e carnudo e pêlo um pouco mais comprido.
Criadores na China (particularmente no sul da China, Hong Kong e Macau ) deram o nome de "focinho ossudo" ou "boca ossuda" ao tipo tradicional encontrado originalmente em Dali, distrito de Nanhai, província de Guangdong, devido ao seu focinho. Os criadores chineses tendem a considerar a shar-pei moderno apelidado de "boca-carnuda" como um desenvolvimento posterior da criação nos países ocidentais devido a divergência de padrões adotados.
O padrão da raça guzui tradicional é o do Clube do Sharpei de Hong Kong - um padrão anteriormente adotado pela FCI sob o estalão 309 de 1994, depois abandonado pela mesma.

## Shar-pei moderno e tradicional
Ao reconhecer a raça shar-pei, a FCI adotou inicialmente o padrão de estalão número 309 em 25 de janeiro de 1994 com base na recomendação do Kennel Clube de Hong Kong. Neste padrão original, afirma-se claramente que o shar-pei tem sua origem na China e seu patrono é Hong Kong. Este padrão reflete claramente o shar-pei do tipo tradicional chinês, comumente referido como "boca ossuda" no mundo dos criadores de cães chineses.

Por razões e decisões não claramente entendidas, a FCI alterou este padrão original para outra versão em 9 de agosto de 1999 que é basicamente igual ao padrão do American Kennel Club. Este é o padrão que criou o shar-pei tipo "boca-carnuda" ocidental. 

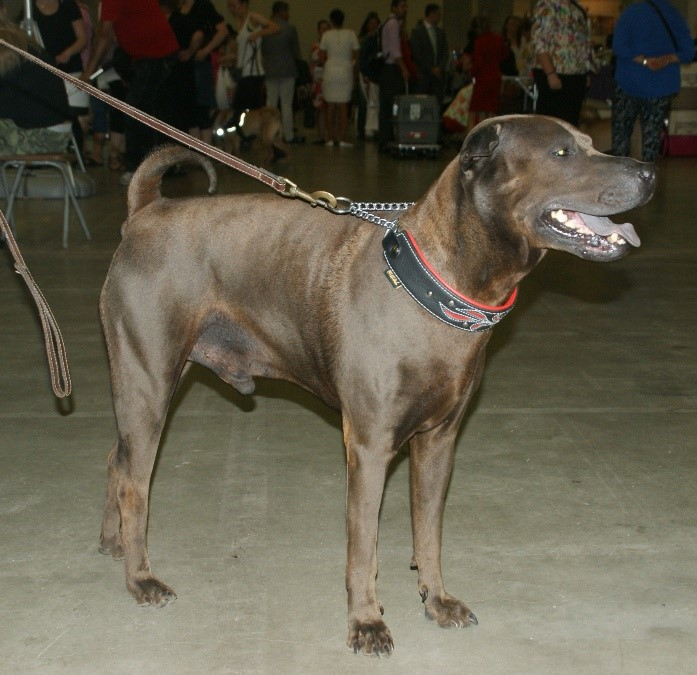
Shar-pei tradicional
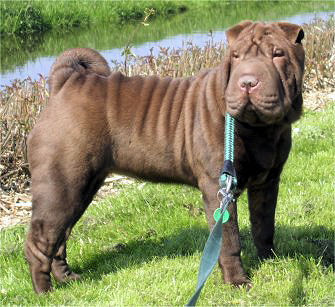
Shar-pei moderno